# Борткевич Леонід Леонідович

Леонід Борткевич, 1970-ті роки

Леонід Леонідович Борткевич (біл. Леанід Леанідавіч Барткевіч; 25 травня 1949, Мінськ, СРСР — 13 квітня 2021, Мінськ) — білоруський музикант, соліст ВІА «Пісняри» з 1970 по 1980 рік і з 1999 по серпень 2003 року. З серпня 2003 по листопад 2008 року і з лютого 2009 року — керівник власного ансамблю «Пісняри». Заслужений артист БРСР. Відомий виконанням пісень «Алеся», «Александрина», «Білорусія», «Березовий сік» та інших.

## Життєпис та творчість
В ранньому дитинстві був солістом у хорі хлопчиків Палацу піонерів. Закінчив музичну школу по класу труби, потім був солістом хорового ансамблю «Юність» при консерваторії.
Закінчив архітектурний технікум. Кінотеатр «Жовтень» в Мінську був спроектований на основі його дипломного проекту. Під час навчання в технікумі був солістом місцевого оркестру, надалі став вокалістом створеного вокально-інструментального ансамблю «Золоті яблука». Працював архітектором в «Белдіпросільбуді».
У 1970 р. Борткевич був включений до складу ВІА «Пісняри», де проявив себе як один з найкращих вокалістів ансамблю.
В 1979 році одружився з Ольгою Корбут (в 2000 році шлюб розпався).
В 1980 році вступив до Державного інституту театрального мистецтва (ГІТІС), в тому ж році через неможливість поєднувати гастролі і навчання покинув ансамбль «Пісняри». Закінчив ГІТІС за спеціальністю «режисура».
У 1991 році з дружиною Ольгою Корбут і сином Річардом виїхав до США. У 2000 році повернувся до Білорусі.
У 1999 році знову став солістом ВІА «Пісняри» і залишався ним до самої смерті його керівника Володимира Мулявіна в 2003 році. Після смерті Мулявіна Борткевич разом з кількома учасниками покинули ансамбль і під егідою російського ТОВ «Пісняри» стали виступати під назвою «Пісняри» під керівництвом Леоніда Борткевича. У 2008 році цей ансамбль розпався. У лютому 2009 року Борткевич разом з колишніми музикантами мулявінського колективу Анатолієм Кашепаровим і Олегом Молчаном об'єдналися в ансамбль «Пісняри» під керівництвом Борткевича.